# Ruutijärvi (Jukkasjärvi socken, Lappland, 750915-176019)
Ruutijärvi är en sjö i Kiruna kommun i Lappland och ingår i Kalixälvens huvudavrinningsområde.